# Dominik Baumgartner
Dominik Baumgartner (* 20. Juli 1996 in Horn) ist ein österreichischer Fußballspieler. Der Verteidiger steht zurzeit beim Wolfsberger AC unter Vertrag.

## Karriere

### Verein
Baumgartner begann seine Karriere beim SV Horn. Zur Saison 2009/10 wechselte er in die AKA St. Pölten. Zur Saison 2013/14 kehrte er zum Zweitligisten Horn zurück. Sein Debüt in der zweiten Liga gab er im Juli 2013, als er am ersten Spieltag jener Saison gegen den SCR Altach in der Startelf stand. Im September 2013 erzielte er bei einem 3:1-Sieg gegen den First Vienna FC sein erstes Tor in der zweithöchsten Spielklasse. In seiner ersten Saison als Profi kam er zu 16 Zweitligaeinsätzen, in denen er ein Tor erzielte. Im Februar 2014 zog er sich allerdings gegen die SV Mattersburg einen Kreuzbandriss zu und fehlte daher ein Jahr lang. Sein Comeback gab er im Februar 2015. Nach nur sechs Einsätzen folgte im Mai 2015 allerdings gegen den TSV Hartberg prompt ein zweiter Kreuzbandriss, zudem stieg er mit Horn am Saisonende aus der zweiten Liga ab.
Trotz seiner schweren Verletzung wechselte Baumgartner zur Saison 2015/16 zum Bundesligisten SV Grödig. Nach dem Ende seiner Verletzungspause debütierte er im Februar 2016 in der Bundesliga, als er am 24. Spieltag jener Saison gegen den SK Rapid Wien in der Startelf stand. Bis Saisonende kam er zu sieben Einsätzen für Grödig in der höchsten Spielklasse. Zu Saisonende stieg er mit dem Verein in die zweite Liga ab, woraufhin sich die Salzburger allerdings gleich ganz aus dem Profifußball zurückzogen.
Daraufhin wechselte er zur Saison 2016/17 zum Zweitligisten FC Wacker Innsbruck, bei dem er einen bis Juni 2018 laufenden Vertrag erhielt. In seiner ersten Spielzeit in Tirol absolvierte er 29 Zweitligaspiele und erzielte dabei ein Tor. In der Saison 2017/18 kam er zu 34 Einsätzen in der zweiten Liga, in denen er zwei Tore machte. Zudem stieg er mit Innsbruck als Zweitligameister zu Saisonende in die Bundesliga auf. Bereits im April 2018 war sein Vertrag in Innsbruck per Option um eine Spielzeit verlängert worden. Im September 2018 erzielte er bei einem 2:1-Sieg gegen Hartberg seine ersten beiden Tore in der höchsten Spielklasse. Bis zur Winterpause der Saison 2018/19 absolvierte er zwölf Bundesligaspiele für Wacker.
Im Jänner 2019 wechselte Baumgartner nach Deutschland zum Zweitligisten VfL Bochum, bei dem er einen bis Juni 2022 laufenden Vertrag erhielt. Im selben Monat debütierte er in der 2. Bundesliga, als er am 19. Spieltag der Saison 2018/19 gegen den MSV Duisburg in der Startelf stand. Bis Saisonende kam er zu elf Einsätzen, in denen er ein Tor erzielte.
Im September 2019 kehrte er leihweise nach Österreich zurück und wechselte zum Bundesligisten Wolfsberger AC. Bis zum Ende der Leihe absolvierte der Verteidiger zwölf Spiele für die Kärntner in der Bundesliga. Als Tabellendritter der Meisterrunde konnte sich Baumgartner mit den „Wölfen“ erneut für die Europa League qualifizieren. Im Juli 2020 wurde er von den Kärntnern fest verpflichtet und erhielt einen bis Juni 2022 laufenden Vertrag.

### Nationalmannschaft
Baumgartner debütierte im November 2011 für die österreichische U-16-Auswahl. Im März 2012 spielte er erstmals für die U-17-Mannschaft.
Im November 2013 kam er zu seinem ersten Einsatz für die U-19-Mannschaft. Im März 2016 debütierte er in einem Testspiel gegen die Ukraine für die U-21-Auswahl. Mit dem U-21-Team qualifizierte er sich 2019 erstmals in der Geschichte für eine EM. Nachdem er in den erweiterten Kader für die EM berufen worden war, zog er sich im Mai 2019 einen Bänderriss zu und konnte daher nicht nominiert werden. Zwischen März 2016 und März 2019 kam er insgesamt zu 17 Einsätzen für die österreichische U21.

## Erfolge
- Österreichischer Cupsieger: 2025

## Persönliches
Sein Bruder Christoph (* 1999) sowie sein Cousin Stefan Feiertag (* 2001) sind ebenfalls Fußballspieler.